# Nguyễn Văn Đăng
Nguyễn Văn Đăng (1873-1956) là một nghệ nhân nổi tiếng về các bản khắc gỗ của Việt Nam.
Ông sinh năm 1873, người thôn Thanh Liễu, xã Tân Hưng, huyện Tứ Lộc, tỉnh Hải Dương. Ông là một trong những tác giả, nghệ nhân tạo nên các bản khắc gỗ quý giá của Việt Nam (cùng với Nguyễn Văn Giai, Phạm Trọng Hải, Phạm Văn Tiêu và những người khác). Sau này hơn 4.000 tranh khắc gỗ của nhóm nghệ nhân đã được một học giả người Pháp Henri Oger sưu tập và công bố trong ấn phẩm đầu tiên của "Kỹ thuật của người An Nam" (1908 - 1909).
| “                                         | " Những bản khắc này là Bách khoa thư văn hóa vật chất của dân An Nam, bởi thế giới có thể coi hơn 4.000 tranh này là 4.000 "từ" dưới góc độ từ điển. Những "từ" ấy là những hình ảnh, là cả vũ trụ xếp theo bảng chữ cái, là máu, là linh hồn của Tổ quốc và của loài người. Cùng với ông, những nghệ nhân khắc gỗ Việt Nam đã để lại cho thế giới cả một kho tàng tri thức và nghệ thuật vô giá. Đừng quên hình ảnh người thợ khắc gỗ với đôi bàn tay khéo léo làm ra nghệ thuật để lại cho chúng ta. Bao thế kỷ đã trôi qua nhưng những bộ tranh quý giá trong kho tàng nghệ thuật dân gian Việt Nam và trong nền văn hóa Việt Nam". | ” |
| — Henri Oger, "Kỹ thuật của người An Nam" | |   |